# Villányi G. András
Villányi G. András (Budapest, 1958–) magyar költő, író és műfordító.

## Tanulmányai
1984-ben végzett az ELTE angol szakán, ahol műfordítást és verselést Géher István és Kodolányi Gyula alatt is hallgatott. 1989-ben kijutott Japánba, hogy a haikut és Macuo Basót tanulmányozza a Kóbe Egyetemen, ám mind inkább a nagy előd, a 12. századi Szaigjó (Saigyo) szerzetes költészete iránt kezdett érdeklődni. Öt és fél évet töltött Japánban irodalmi tanulmányokkal, mesterfokozatot szerzett, tézisének témája a vallás kérdése volt Szaigjó költészetében. Utolsó japáni évében a buddhista Taisó Egyetemen kutatott Tokióban. 1998-ban Oxfordban a Queen's College hallgatójaként tanulmányozta a szerzetes költészetét, különös tekintettel a buddhista ürességre közben annak lehetséges párhuzamait keresve Shakespeare A vihar című drámájában. Tutora Dr. Phillip T. Harries volt.

## Művei
Verset és prózát ír. Fordít, főleg japánból, de angolból is. Legkorábban haiku fordításai jelentek meg több ízben a Nagyvilág folyóiratnál. Szövegei antológiákban, és folyóiratokban láttak napvilágot (ÉS, Kortárs, Műhely, Nagyvilág, Napút, Pannon Tükör, Új Forrás, Ezredvég stb.) Japánból fordított verskötete "Zilált hajam és szomorú játékok", amelyben Joszano Akiko és Isikava Takuboku versfordításait adta közre. (General Press, 2003). "A papagáj meséi" c. „kortalan mesekönyve” (Fapadoskönyv 2011). Eddigi fő művének a "Tükröződések" c. kötetét (Scolar Kiadó, 2011) tekinti, amelyben Szaigjó szerzetes 75 általa készített vaka fordításához csatolta „pszeudo-Szaigjó” szövegeit, illetve válogatott saját költeményeiből olyanokat, amelyek nézete szerint bipoláris kötődéseiből sarjadtan költő elődje üzeneteit tükrözik a 21. századi Európában. 2005-től szervezi a FIN (Független Irodalmi Napok) kamara-versfesztivált. Zarándy Ákos VGA a VGA librettójára operát írt UKIHASI (Jap. Ukihashi - úszóhíd) címen. Ebben a műben ismét dialógust hallgathatunk, ezennel a 9. századi japán költönő Ono no komacsi (Komachi) és VGA között szerelemről, időről, immanensről és transzcendensről.
2012-től a Szépírók Társaságának  tagja.